# Abdelkader Taffar
Abdelkader Taffar (en arabe : عبد القادر طافر), mort le 21 novembre 2020, est un homme politique et diplomate algérien qui a occupé le poste de ministre auprès du chef  du gouvernement Hamdani, conseiller à la présidence et coordinateur du secrétariat national du parti Avant-garde des libertés. 

## Biographie
Abdelkader Taffar meurt le 21 novembre 2020.

## Publication
- L'intégrisme, une contre-culture en Algérie, Entretiens avec Bachir Boumaza, Ahmed Attaf et Abdelkader Taffar, L'Harmattan, mars 1998 (ISBN 2-7384-6527-7)